# 張鴻 (進士)

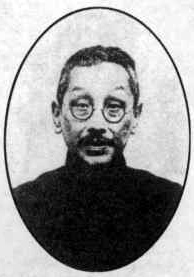
張鴻

张鸿（1867年—1941年），字隐南，号菊隐、燕谷老人，江蘇常熟人，晚清末科进士。

## 生平
甲午战争時曾具疏請戰。光绪三十年（1904年）甲辰恩科殿試名列三甲頭名。歷官內閣中書、戶部主事、外務部郎中、記名御史等。光绪三十二年（1906年）后，出任駐日本長崎、神户及朝鲜仁川領事。民國五年（1916年）稱病返回故里，住燕園，創辦塔前小學、孝友中學，曾任縣立圖書館館长、孝友中學校长以及中国红十字会常熟分會會长等職。抗日戰爭期間，寓居上海，民國三十年（1941年）病逝，葬於虞山破龍澗旁。擅文学，工書畫，兼通英、法、日語。
著作有《蛮巢诗词稿》、《游仙诗》，暮年受友人曾朴之托，撰成小说《续孽海花》。另编译《成吉思汗实录》。